# Clemgia
Clemgia är ett vattendrag i Schweiz. Det ligger i den östra delen av landet, 220 km öster om huvudstaden Bern.
I omgivningarna runt Clemgia växer i huvudsak barrskog. Runt Clemgia är det glesbefolkat, med 13 invånare per kvadratkilometer.